# Red Faction: Armageddon
Red Faction: Armageddon – gra komputerowa z gatunku sci-fi first-person shooter stworzona przez Volition, Inc. a wydana przez THQ na komputery osobiste, PlayStation 3 i Xbox 360. Jej premiera odbyła się 7 czerwca 2011 na platformy: Windows, PlayStation 3 i Xbox 360. Jest to kontynuacja gry Red Faction: Guerrilla z 2009 roku.

## Odbiór gry
Recenzenci chwalili grę za możliwość destrukcji otoczenia i ciekawą fabułę. Średnia ocen na serwisie Metacritic i GameRankings wynosi 75/100 dla wersji na PC.